# 5.º Troféu HQ Mix
O 5º Troféu HQ Mix foi realizado em 1993, premiando pessoas, editoras e obras ligadas às histórias em quadrinhos referentes a lançamentos de 1992.

## Prêmios[1]
| Categoria                    | Vencedor |
| Adaptação para outro veículo | Banana Stickers (Angeli - álbum de figurinhas)                                                                  |
| Álbum de clássico            | Príncipe Valente (Hal Foster / editora Ebal)                                                                    |
| Álbum de humor               | Avenida Brasil - assim caminha a modernidade (Paulo Caruso / editora Globo)                                     |
| Álbum erótico                | Druuna |
| Desenhista estrangeiro       | Todd McFarlane                                                                                                  |
| Desenhista nacional          | Octavio Cariello                                                                                                |
| Desenhista revelação         | MZK |
| Edição especial              | A arte de Rodolfo Zalla (Rodolfo Zalla / editora Editora D-Arte)                                                |
| Fanzine                      | Panacea (José Mauro Kazi, editor)                                                                               |
| Grande contribuição          | Gibiteca Henfil                                                                                                 |
| Grande mestre                | Ziraldo |
| Graphic novel estrangeira    | Exterminador 17(Graphic Globo n° 11) (Jean-Pierre Dionnet e Enki Bilal / editora Globo)                         |
| Graphic novel nacional       | O negócio do Sertão - como descolar uma grana no séc. XVII (Graphic Dealer n° 2) (André Toral / editora Dealer) |
| Livro de charges             | Fora Collor (Chico Caruso / editora Globo)                                                                      |
| Minissérie estrangeira       | Batman/Juiz Dredd - julgamento em Gotham (Alan Grant, John Wagner e Simon Bisley / editora Abril Jovem)         |
| Personagem destaque          | Sandman |
| Projeto gráfico              | Momotaro - o menino pêssego (Newton Foot / editora Ponkã)                                                       |
| Revista de humor             | Niquel Náusea (Fernando Gonsales / editora VHD Diffusion)                                                       |
| Revista de terror            | Sandman (Neil Gaiman e vários desenhistas / editora Globo)                                                      |
| Revista independente         | RxDxPx Comix (Marcatti e João Gordo)                                                                            |
| Revista infantil             | Chico Bento (vários autores / editora Globo)                                                                    |
| Revista seriada              | Liga da Justiça (vários autores / editora Abril Jovem)                                                          |
| Roteirista estrangeiro       | Neil Gaiman |
| Roteirista nacional          | André Toral |
| Tira estrangeira             | Calvin e Haroldo Bill Watterson                                                                                 |
| Tira nacional                | Los Três Amigos (Angeli, Glauco e Laerte)                                                                       |
| Valorização da HQ            | Especial HQ (RTC)                                                                                               |